# Zoochlorella
Zoochlorella är encelliga grönalger som lever hos anemoner. Zoochlorella är ansvarig för den gröna färgen hos havsanemoners tentakler. Zoochlorella är en parafyletisk grupp utanför systematiken. Den lever i endosymbiosen med t.ex. urdjur. Då kan den vara redukerad till nästan bara kloroplasten eller vara nästan helt oberoende organism.
I denna symbiosen ger alger till sin värd kolhydrater, som de bilder genom fotosyntesen och får istället mineraler.